# Dacrycarpus imbricatus
Dacrycarpus imbricatus é uma espécie de conífera da família Podocarpaceae.
Pode ser encontrada nos seguintes países: Camboja, China, Fiji, Indonésia, Laos, Malásia, Papua-Nova Guiné, Filipinas, Tailândia, Vanuatu e Vietname.